# Arirang
Arirang es una canción folklórica coreana, también considerada como un himno de Corea sin ser un himno nacional de manera oficial. Existen diferentes versiones regionales, tanto en Corea del Sur como en Corea del Norte, que se identifican añadiendo el nombre del lugar de origen.
La canción fue designada como un Patrimonio Cultural Inmaterial de la Humanidad por la Unesco en 2012, bajo candidatura presentada por Corea del Sur. El 26 de noviembre de 2014, la Unesco decidió incluir asimismo en la lista de Patrimonio Cultural Inmaterial de la Humanidad la candidatura del arirang presentada por parte de la República Popular Democrática de Corea.

## Historia
Han existido diversos tipos de Arirang en letras o melodías a través de siglos. La primera forma fue 정선 아리랑 (Arirang de Jeongseon) creado hace 600 años en la provincia de Gangwon. La variedad más famosa en estos días, 본조 아리랑 (Arirang propia) o también llamado 경기 아리랑 (Arirang de Gyeonggi), fue creado hace 100 o 130 años atrás según la historia.

## Uso
El Arirang fue paulatinamente usado como la canción representativa del pueblo coreano sin importar la barrera política, especialmente en el tiempo tras la partición de Corea. Ejemplo de ello es que la canción haya sido utilizada como himno del equipo conjunto formado por la República de Corea y la República Popular Democrática de Corea en los Juegos Olímpicos de Pyeongchang 2018. Ya había ocurrido previamente en los Juegos de Verano de Sídney 2000 y Atenas 2004.
Una versión de Arirang fue utilizada por la agencia Olympic Broadcasting Services durante las transmisiones de los juegos de Pyeongchang 2018.

## Variedades
El tipo de Arirang más frecuentado en estos días, 경기 아리랑, tiene la siguiente letra.
| Coreano                                                                                             | Romanización | Traducción |
| 아리랑, 아리랑, 아라리요... 아리랑 고개로 넘어간다. 나를 버리고 가시는 님은 십리도 못가서 발병난다. | Arirang, Arirang, Arariyo... Arirang gogaero neomeoganda. Nareul beorigo gasineun nimeun Simnido motgaseo balbbyeongnanda. | Arirang, Arirang, Arariyo... Cruzando el monte de Arirang. Querido mío que me has dejado aquí [here] No pasará más de diez li antes de doler sus pies. |

Las otras estrofas son las siguientes.
| Coreano                                           | Romanización                                                         | Traducción                                                                                              |
| 청천 하늘엔 잔별도 많고 우리네 가슴엔 희망도 많다 | Cheongcheon haneuren janbyeoldo manko Urine gaseumen huimangdo manta | En claros cielos, muchas estrellas, hay Y en nuestros corazones, muchas esperanzas, también hay         |
| 저기 저 산이 백두산이라지 동지 섣달에도 꽃만 핀다 | Jeogi jeo sani Baekdusaniraji Dongji seotdaredo kkotman pinda        | Allí el monte que tú llamas la montaña Baekdu, Donde los pétalos florecen aún en los días del invierno. |